# فرانتس کارل مولر لایر
فرانتس کارل مولر لایر (آلمانی: Franz Carl Müller-Lyer) زاده ۵ فوریه ۱۸۵۷ و مرگ به تاریخ ۲۹ اکتبر ۱۹۱۶م، یک پزشک، روان‌شناس و جامعه‌شناس آلمانی بود. 
نظرات مولر لایر در زمینه روان‌شناسی و جامعه‌شناسی معروف است و برای مثال تفکرات وی در مورد نقش خانواده در تکامل جوامع بشری از جمله در مقاله برتراند راسل نقل قول شده‌است. اما شاید علت اصلی سرشناسی وی ابتکار و توضیح خطای دیدی بود که امروزه خطای دید مولر لایر نامیده می‌شود.